# Рангиора

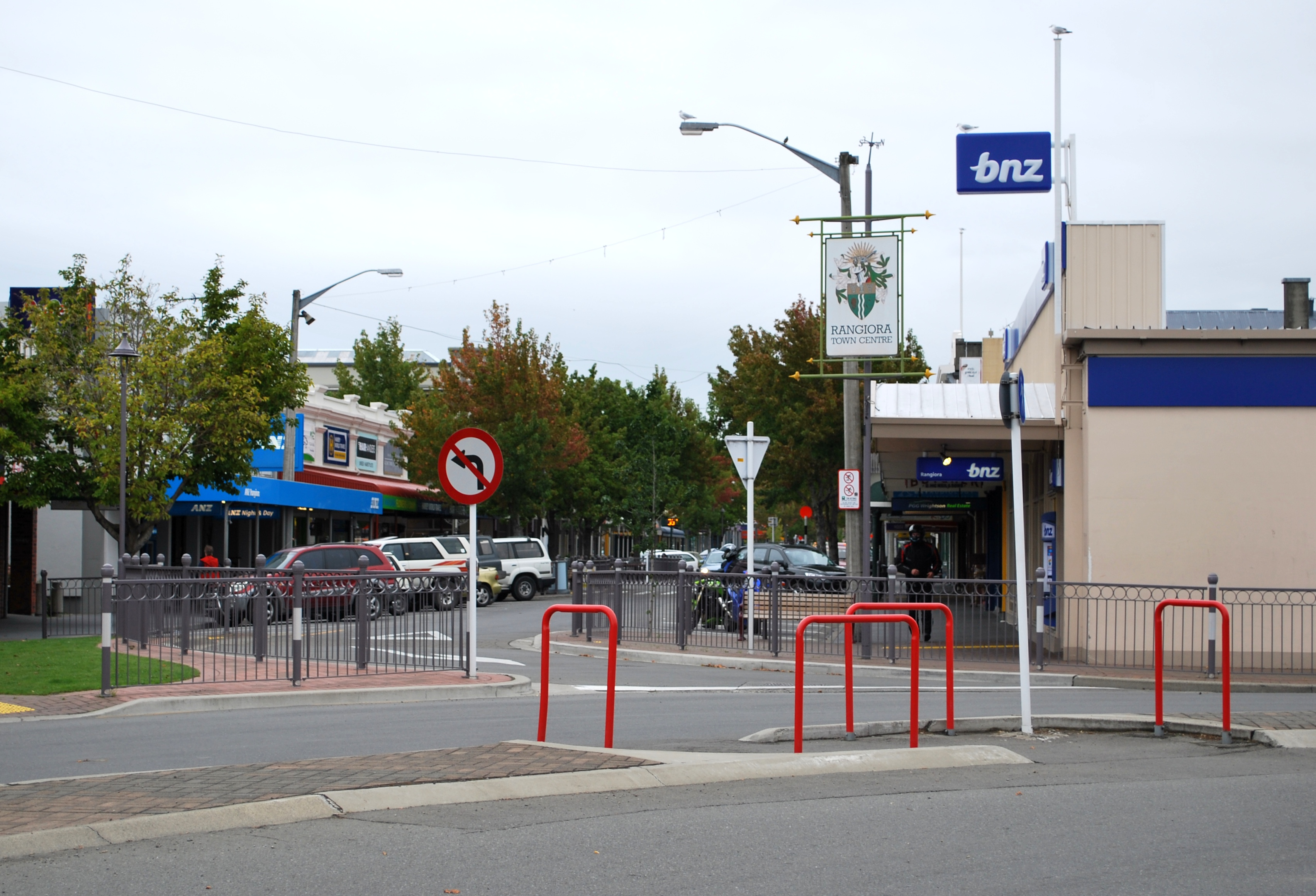
Восточная оконечность главной улицы Рангиоры

Рангио́ра (англ. Rangiora) — городское поселение в сельской местности на Южном острове Новой Зеландии. Это самый большой город на севере Кентербери, административный центр округа Уаимакарири.

## География
Рангиора находится в 25 км к северу от Крайстчерча. Город находится неподалёку от северного окончания туристического «Внутреннего живописного маршрута» (англ. Canterbury's Inland Scenic Route), бывшего шоссе 72, который огибает внутренний край равнины Кентербери, проходит через Тимару, Оксфорд и Джеральдин. К северу от города протекает река Эшли.

## Население
По данным переписи 2006 года численность городского населения составляла 11 871 человек. Ещё около 4500 человек проживает в близлежащих пригородах. Темп роста городского населения составил около 10% за период с 2001 по 2006 годы, в то время как в сельских районах он превысил 25%.

## Климат
7 февраля 1973 года в Рангиоре был зафиксирован высший температурный рекорд Новой Зеландии — 42.4 °C
Интересно что на Северном Острове, расположенном в целом ближе к Южному тропику абсолютный максимум ниже и остаётся именно за зоной субтропического климатического пояса Южного острова, где климат немного теплее крайнего юга Северного Острова, а разница в широте абсолютных минимума и максимума Новой Зеландии всего около 450 км, что не превышает широтное расстояние между Москвой и Воронежем. Именно благодаря тому что Рангиора находится в субтропиках между 42° и 43° параллелями (ближе к 43°), климат Северного острова ровнее, а также потому что разница в крайних точках по широте на Южном острове больше, так как он более вытянут в меридиональном направлении.

## Образование
(англ.)
В городе есть несколько начальных школ, небольшая бывшая частная школа Rangiora New Life School и крупная средняя школа Rangiora High School.
В средней школе Рангиоры работает более 180 человек персонала и занимаются более 1700 учеников. Это одна из самых больших и старых средних школ на Южном острове, основанная парламентским актом в 1881 году. Средняя школа Рангиоры открылась 28 января 1884 года. В 2009 году школа отметила свой 125-й юбилей. Эту школу окончили многие известные личности, такие как бывший министр Родни Хайд, министр Ник Смит, кавалер ордена Новой Зеландии и бывший министр Уэту Тирикатене-Салливан, бывший капитан сборной Новой Зеландии по регби Тодд Блэкэддер, бывший член сборной Новой Зеландии по нетболу и бывший капитан команды Tall Fern, Донна Лоффхаген.

## Достопримечательности
Одной из достопримечательностей Рангиоры являются местные винодельни, которые стали популярны в Северном Кентербери. Кроме того, на протяжении более чем двадцати лет в Рангиора Шоуграундс проводится ежегодное автомобильное шоу под названием «Street Machines and Muscle Car Madness», собирающее большое количество редких автомобилей. Рангиора также может похвастаться первой и единственной в Новой Зеландии коммерческой медоварней. Она расположена неподалёку от города, и производит медовые напитки из чистого Новозеландского мёда, которые идут на экспорт во многие страны.

## Спорт
В городе есть свой футбольный клуб, Rangiora A.F.C.. На стадионе Mainpower Oval проводятся многие национальные соревнования по крикету, здесь базируется ассоциация игроков в крикет Canterbury Country cricket. Среднюю школу Рангиоры окончили многие спортсмены — игроки в регби, баскетбол, нетбол, легкоатлеты, гребцы. Бывший капитан сборной Новой Зеландии по регби Тодд Блэкэддер и бывший член сборной Новой Зеландии по нетболу, бывший капитан команды Tall Fern, Донна Лоффхаген оба закончили среднюю школу Рангиоры. Тони Хоук, представлявший команду Canterbury Rams в Новозеландской Национальной баскетбольной лиге (НБЛ) в 2006 году, также учился в средней школе Рангиоры.

## Культура
В Рангиоре есть две театральные компании: Музыкальное общество Северного Кентербери (англ. The North Canterbury Musical Society) и Музыканты Рангиоры (англ. The Rangiora Players). Есть также ряд музыкальных, танцевальных и театральных школ, в том числе школа речи и драмы Дейла Хартли (англ. The Dale Hartley School of Speech and Drama). Кинотеатр The Regent Cinema, который открылся в 1926 году, расположен в исторической ратуше Рангиоры. В большом зале кинотеатра также проходят концерты и молодёжные мероприятия.

## Ратуша Рангиоры

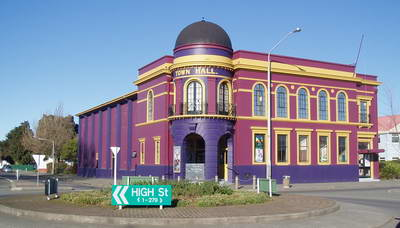
Ратуша Рангиоры и кинотеатр

Ратуша Рангиоры была спроектирована архитектором Генри Мюрреем (англ. Henry St. Aubyn Murray) по поручению городского совета Рангиоры, и построена Фредериком Уильямсоном (англ. Frederick Williamson) за ₤10 850 новозеландских фунтов. Строительство началось в 1925 году, и ратуша была открыта 27 мая 1926 года мэром Рангиоры, госпожой Макинтош. Главный зал на 600 мест был спроектирован как для кинопоказов, так и для проведения выступлений. Первая публичная библиотека Рангиоры была расположена на первом этаже вдоль северного фасада, выходящего на Хай-Стрит.
Здание несколько раз перестраивалось. На одном из этапов строительства оно было изменено, в результате чего было потеряно 200 зрительских мест, что привело к нынешней вместимости зрительного зала в 400 мест. С появлением телевидения и видео, бывшая библиотека на первом этаже была преобразована в 1980-х годах в меньший второй кинотеатр, предназначенный исключительно для кино. В основном зале по прежнему есть возможность демонстрации фильмов в случае необходимости. В 2009 году в здании была проведена новая электрическая проводка, а интерьер был отремонтирован.
В 1920—1930-х годах, два здания, расположенные на Хай-стрит около ратуши, были снесены, и участок был зарезервирован за ратушей. Эти здания отделяли ратушу от полицейского участка, перестроенного в 1999 году. К югу от здания ратуши расположена небольшая автостоянка, на которой есть погрузочная платформа, ведущая прямо в левое крыло здания, что позволяет привозить и использовать декорации и другое необходимое оборудование в здании.
В сентябре 2010 года ратуша была повреждена в результате землетрясения. Последним шоу, проводившимся в ратуше на тот момент был «Исход» (англ. Exodus - The Musical) Кристофера Темблинга и Майкла Форстера, поставленный старшеклассниками школы The Rangiora New Life School с 25 по 27 августа. Здание было закрыто на ремонт до середины 2011 года. Пока шёл ремонт, 22 февраля 2011 года произошло ещё одно землетрясение, по счастливой случайности не причинившее зданию ещё больших разрушений, что позволило окончить ремонт вовремя.
Первым шоу, проведённым в июне 2011 года в восстановленном здании была Guys and Dolls, постановка Музыкального общества северного Кентербери.
Несмотря на то, что ратуша была в хорошем состоянии, позже инженерами было установлено, что здание не соответствует новым строительным нормам, введённым после землетрясения. В декабре 2011 года, инженеры окружного совета закрыли большой зал, требуя закрытия и малого зала Regent Theatre, расположенного в бывшей библиотеке.
The Regent Theatre под управлением Патрика Уэлша временно переехал в ратушу Уаикари. Здание ратуши Рангиоры было огорожено, ввиду имевшихся опасений, что здание может не выдержать сильного землетрясения (в частности, задняя стена, имевшая структурные повреждения). В сентябре 2011 года районный совет Уаимакарири получил проект расширения ратуши, в котором было предложено продлить здание в его задней части (там, где в настоящее время расположен двор ратуши и автостоянка) и разместить там центр исполнительских искусств.
Несмотря на то, что пока готовы только предварительные эскизы, окружной совет одобрил расходы в сумме 9,6 млн новозеландских долларов на укрепление и расширение ратуши. Планируется приступить к заключению контрактов в 2013 году после утверждения окончательного плана и согласования его с общественностью. В плане реконструкции отведено меньше пространства для театра и кинозала, но вместе с тем предлагается расширить оригинальное фойе вдоль всего фасада. Оригинальные двери, над которыми располагались офисы второго этажа, будут навсегда закрыты; новые двери поставят на месте нынешнего служебного входа, от которого коридор ведёт к бывшим офисным помещениям и лестнице на второй этаж.
Таким образом, совет предлагает общественности несколько вариантов:
- укрепить существующую ратушу за 3,8 млн новозеландских долларов; эта цифра впоследствии увеличилась до 4,9 млн долларов. Внешний вид здания останется без изменений.
- увеличить ратушу с пристройкой нового Центра исполнительских искусств за 7,5 млн новозеландских долларов; эта цифра впоследствии увеличилась до $9,6 млн долларов. Наиболее предпочтительный вариант с точки зрения окружного совета и представителей исполнительских искусств. Новое здание может быть пристроено к ратуше со стороны парковки и двора.
- построить новую ратушу, идентичную нынешней за 5,55 млн новозеландских долларов.
- построить новую ратушу, которая будет больше нынешней, и будет включать Центр исполнительских искусств, за 10,5 млн долларов.
- построить новое многоцелевое здание для проведения культурных и общественных мероприятий — совет округа Уаимакарири не даёт стоимостных оценок этого проекта[6].

Планы по превращению ратуши Рангиоры в специализированный центр исполнительских искусств существуют с 1987 года, хотя с тех пор в этом направлении практически ничего не было сделано. Эта концепция была включена в проект десятилетнего плана 2012-2022 района Уаимакарири. Подготовка соответствующего проекта была возобновлена в июне 2010 года, за три месяца до сентябрьского землетрясения. После закрытия здания в декабре 2011 года планируется как можно быстрее согласовать этот проект, с тем, чтобы объединить работы по усилению в старом здании со строительством новой пристройки. Проект по расширению ратуши Фултона Росса, датированный 5 сентября 2011 года, остаётся всего лишь предложением, до тех пор, пока окружной совет и общественность его не утвердят.
6 сентября 1984 года ратуша Рангиоры была зарегистрирована в Фонде по охране исторических мест Новой Зеландии как историческое место категории II. Эта категория описывается как «…места „имеющие историческую или культурную ценность или значение“». Таким образом, любые работы по реконструкции здания (например, изменение внешнего вида или интерьера) являются ограниченными. Окружной совет Уаимакарири обязан согласовывать любые планы по реконструкции ратуши с Фондом по охране исторических мест; только пристройка к ратуше может быть сделана без разрешения Фонда. Несмотря на то, что Фонд обычно не препятствует изменению любых зданий, специалисты Фонда должны быть вовлечены в обсуждения проектов (объекты II категории могут быть изменены в пределах разумного, в то время как объекты I категории не могут быть изменены в связи с их историческим значением). Фонд также обладает полномочиями наложить вето на эти проекты, если они не соответствуют определенным требованиям Фонда.

## Общественный транспорт
Между Рангиорой и Крайстчерчем ходит общественный транспорт. Автобусы компании The Northern Star курсируют ежедневно по четырём маршрутам. По будням и в субботу автобусы отправляются каждые полчаса с 5:30 до 18:30, затем каждый час до 22:00. По субботам автобусы ходят до 23:30. По воскресеньям автобусы отправляются каждый час до 21:30.
Маршрут 90, прямой до Крайстчерча через Каиапой и Лайнсайд-Роуд;

Маршрут 92, прямой до Крайстчерча через Каиапой, Вуденд, Уаикуку;

Маршрут 912, Каиапой — Рангиора через Вуденд;

Маршрут 913, Каиапой — Рангиора через Вуденд, Уаикуку
Стоимость проезда: Крайстчерч — Каиапой 4,40 новозеландских долларов; Крайстчерч — Рангиора 5,60 долларов.
Железнодорожная ветка Главной северной линии была проложена через Рангиору в 1873 году. Она входила в состав железнодорожной сети провинции Кентербери и доходила до Эмберли. Ширина колеи составляла 1600 мм. В 1875 году на станции Рангиоры столкнулись два поезда. Человеческих жертв удалось избежать, но оба состава были повреждены. В 1878 году сэр Джулиус Фогель предложил изменить ширину колеи новозеландской железной дороги до 1067 мм.
С 1878 по 1959 годы Рангиора была стыковочной станцией на Оксфордской ветке, которая соединяла Рангиору и станцию Оксфорд-Вест. Эта железнодорожная линия соединялась с веткой Эйретон в Беннеттсе, а в Оксфорд-Вест — с короткой веткой Малверн. Она, в свою очередь, соединяла Оксфордскую ветку с Шэффилдом на линии Мидленд. Эта железнодорожная линия, на которой находится высокий железнодорожный мост через ущелье Уаимакарири, была закрыта в 1931 году после нескольких лет нерегулярного использования. Ветка Эйретон также была закрыта в 1931 году.
В 1945 году Главная северная линия через Рангиору дошла до Пиктона. С 1945 года по 1978 год пассажирские перевозки на этом направлении осуществлялись автомотрисами Vulcan; в 1978 году они были заменены поездами на локомотивной тяге. Поезд TranzCoastal, представленный как Coastal Pacific в 1987 году, по утрам отправлялся через Рангиору на север, и вечером шёл обратно на юг. Затем движение сократили до трёх поездов в каждом направлении в неделю, как и Overlander между Оклендом и Веллингтоном.
Оксфордская ветка была закрыта в 1959 году, несмотря на наличие на ней нескольких товарных складов (в Фернсайде и Спрингбэнке). Станция Ист-Оксфорд (снесённая в 1999 году) оставалась единственным напоминанием о старой железной дороге. Первоначально железная дорога проходила около отеля Плуг (англ. Plough) на Хай-стрит. Сейчас там от неё не осталось никаких следов. Позже железная дорога проходила по Блэкетт-стрит. Эта улица заметно шире остальных и позволяла вместить железную дорогу с проезжей частью. В 2002 году окружной совет Уаимакарири установил таблички с названиями станций вдоль бывшей железнодорожной ветки, в том числе одну из них в микрорайоне Беллс, на пересечении Хай-стрит и Вест-Белт.
Пригородные поезда из Крайстчерча перестали ходить в 1977 году, станция стала садовым центром, а позже превратилась в кафе. Здание вокзала включает в себя бывший офис начальника станции, залы ожидания и вестибюль. Построенная L-образно, станция лишилась пристройки, которую ранее занимали женские и мужские туалеты, и другие офисы. Железнодорожный двор был также уменьшен в размерах в связи с закрытием Оксфордской ветки.